# Draft de la NBA de 2025
El draft de la NBA de 2025, la 79.ª edición del draft anual de la NBA, se llevó a cabo durante dos noches como en la edición precedente. El draft constó de 59 selecciones en lugar de las 60 selecciones completas debido a que los New York Knicks perdieron una selección de segunda ronda debido a una violación de la agencia libre en 2022. La primera ronda del draft tuvo lugar el 25 de junio de 2025, mientras que la segunda ronda tuvo lugar al día siguiente. Ambas rondas se celebraron en el Barclays Center de Brooklyn, Nueva York. El tiempo entre las selecciones de segunda ronda se mantuvo en cuatro minutos, un cambio respecto al draft del año anterior.

## Selecciones del draft
|  |  | Indica jugador que nunca jugó en la temporada regular y los playoffs de la NBA |

| B | Base | E | Escolta | A | Alero | AP | Ala Pívot | P | Pívot |

### Primera ronda
| Pick | Jugador              | Pos. | Nacionalidad          | Equipo                                                                     | Universidad / Club                  |
| ---- | -------------------- | ---- | --------------------- | -------------------------------------------------------------------------- | ----------------------------------- |
| 1    | Cooper Flagg         | AP   | Estados Unidos        | Dallas Mavericks                                                           | Duke                                |
| 2    | Dylan Harper         | B/E  | Estados Unidos        | San Antonio Spurs                                                          | Rutgers                             |
| 3    | V. J. Edgecombe      | E    | Bahamas               | Philadelphia 76ers                                                         | Baylor                              |
| 4    | Kon Knueppel         | E    | Estados Unidos        | Charlotte Hornets                                                          | Duke                                |
| 5    | Ace Bailey           | A    | Estados Unidos        | Utah Jazz                                                                  | Rutgers                             |
| 6    | Tre Johnson          | E    | Estados Unidos        | Washington Wizards                                                         | Texas                               |
| 7    | Jeremiah Fears       | B/E  | Estados Unidos        | New Orleans Pelicans                                                       | Oklahoma                            |
| 8    | Egor Demin           | E    | Rusia                 | Brooklyn Nets                                                              | BYU                                 |
| 9    | Collin Murray-Boyles | AP   | Estados Unidos        | Toronto Raptors                                                            | South Carolina                      |
| 10   | Khaman Maluach       | P    | Sudán del Sur         | Houston Rockets (de Phoenix vía Brooklyn, traspasado a Phoenix)            | Duke                                |
| 11   | Cedric Coward        | E/A  | Estados Unidos        | Portland Trail Blazers (traspasado a Memphis)                              | Washington State                    |
| 12   | Noa Essengue         | AP   | Francia               | Chicago Bulls                                                              | Ratiopharm Ulm (Alemania)           |
| 13   | Derik Queen          | AP/P | Estados Unidos        | Atlanta Hawks (de Sacramento, traspasado a New Orleans)                    | Maryland                            |
| 14   | Carter Bryant        | A    | Estados Unidos        | San Antonio Spurs (de Atlanta)                                             | Arizona                             |
| 15   | Thomas Sorber        | AP/P | Estados Unidos        | Oklahoma City Thunder (de Miami vía LA Clippers)                           | Georgetown                          |
| 16   | Yang Hansen          | P    | China                 | Memphis Grizzlies (de Orlando, traspasado a Portland)                      | Qingdao Eagles (China)              |
| 17   | Joan Beringer        | P    | Francia Benín         | Minnesota Timberwolves (de Detroit vía New York, Oklahoma City y Houston)  | KK Cedevita Olimpija (Eslovenia)    |
| 18   | Walter Clayton Jr.   | B/E  | Estados Unidos        | Washington Wizards (de Memphis, traspasado a Utah)                         | Florida                             |
| 19   | Nolan Traoré         | B    | Francia               | Brooklyn Nets (de Milwaukee vía New York, Detroit, Portland y New Orleans) | Saint-Quentin Basket-Ball (Francia) |
| 20   | Kasparas Jakučionis  | B    | Lituania              | Miami Heat (de Golden State)                                               | Illinois                            |
| 21   | Will Riley           | A    | Canadá                | Utah Jazz (de Minnesota, traspasado a Washington)                          | Illinois                            |
| 22   | Drake Powell         | E    | Estados Unidos        | Atlanta Hawks (de LA Lakers vía New Orleans, traspasado a Brooklyn)        | North Carolina                      |
| 23   | Asa Newell           | AP   | Estados Unidos        | New Orleans Pelicans (de Indiana, traspasado a Atlanta)                    | Georgia                             |
| 24   | Nique Clifford       | E    | Estados Unidos        | Oklahoma City Thunder (de LA Clippers, traspasado a Sacramento)            | Colorado State                      |
| 25   | Jase Richardson      | B/E  | Estados Unidos        | Orlando Magic (de Denver)                                                  | Michigan State                      |
| 26   | Ben Saraf            | B    | Israel                | Brooklyn Nets (de New York)                                                | Ratiopharm Ulm (Alemania)           |
| 27   | Danny Wolf           | AP   | Estados Unidos Israel | Brooklyn Nets (de Houston)                                                 | Michigan                            |
| 28   | Hugo González        | E    | España                | Boston Celtics                                                             | Real Madrid (España)                |
| 29   | Liam McNeeley        | A    | Estados Unidos        | Phoenix Suns (de Cleveland vía Utah, traspasado a Charlotte)               | UConn                               |
| 30   | Yanic Niederhäuser   | P    | Suiza                 | Los Angeles Clippers (de Oklahoma City)                                    | Penn State                          |

### Segunda ronda
| Pick                                                         | Jugador           | Pos. | Nacionalidad                   | Equipo                                                                            | Universidad / Club              |
| ------------------------------------------------------------ | ----------------- | ---- | ------------------------------ | --------------------------------------------------------------------------------- | ------------------------------- |
| 31                                                           | Rasheer Fleming   | AP   | Estados Unidos                 | Minnesota Timberwolves (de Utah, traspasado a Phoenix)                            | Saint Joseph's                  |
| 32                                                           | Noah Penda        | A    | Francia                        | Boston Celtics (de Washington vía Detroit y Brooklyn, traspasado a Orlando)       | Le Mans Sarthe Basket (Francia) |
| 33                                                           | Sion James        | E    | Estados Unidos                 | Charlotte Hornets                                                                 | Duke                            |
| 34                                                           | Ryan Kalkbrenner  | P    | Estados Unidos                 | Charlotte Hornets (de New Orleans vía San Antonio, Phoenix y Memphis)             | Creighton                       |
| 35                                                           | Johni Broome      | AP   | Estados Unidos                 | Philadelphia 76ers                                                                | Auburn                          |
| 36                                                           | Adou Thiero       | A    | Estados Unidos                 | Brooklyn Nets (traspasado a LA Lakers)                                            | Arkansas                        |
| 37                                                           | Chaz Lanier       | E    | Estados Unidos                 | Detroit Pistons (de Toronto vía Dallas y San Antonio)                             | Tennessee                       |
| 38                                                           | Kam Jones         | B/E  | Estados Unidos                 | San Antonio Spurs (traspasado a Indiana)                                          | Marquette                       |
| 39                                                           | Alijah Martin     | E    | Estados Unidos                 | Toronto Raptors (de Portland vía Sacramento)                                      | Florida                         |
| 40                                                           | Micah Peavy       | A    | Estados Unidos                 | Washington Wizards (de Phoenix, traspasado a New Orleans)                         | Georgetown                      |
| 41                                                           | Koby Brea         | E    | Estados Unidos · R. Dominicana | Golden State Warriors (de Miami vía Brooklyn e Indiana, traspasado a Phoenix)     | Kentucky                        |
| 42                                                           | Maxime Raynaud    | P    | Francia                        | Sacramento Kings (de Chicago vía San Antonio)                                     | Stanford                        |
| 43                                                           | Jamir Watkins     | E    | Estados Unidos                 | Washington Wizards (de Dallas vía Utah)                                           | Florida State                   |
| 44                                                           | Brooks Barnhizer  | A    | Estados Unidos                 | Oklahoma City Thunder (de Atlanta)                                                | Northwestern                    |
| 45                                                           | Rocco Zikarsky    | P    | Australia                      | Chicago Bulls (de Sacramento, traspasado a Minnesota)                             | Brisbane Bullets (Australia)    |
| 46                                                           | Amari Williams    | P    | Reino Unido                    | Orlando Magic (traspasado a Boston)                                               | Kentucky                        |
| 47                                                           | Bogoljub Marković | AP   | Serbia                         | Milwaukee Bucks (de Detroit vía Washington)                                       | KK Mega Basket (Serbia)         |
| 48                                                           | Javon Small       | B    | Estados Unidos                 | Memphis Grizzlies (de Golden State vía Washington y Brooklyn)                     | West Virginia                   |
| 49                                                           | Tyrese Proctor    | B/E  | Australia                      | Cleveland Cavaliers (de Milwaukee)                                                | Duke                            |
| 50                                                           | Kobe Sanders      | E    | Estados Unidos                 | New York Knicks (de Memphis vía Oklahoma City y Boston, traspasado a LA Clippers) | Nevada                          |
| 51                                                           | Mohamed Diawara   | AP   | Francia                        | Los Angeles Clippers (de Minnesota vía Atlanta y Houston, traspasado a New York)  | Cholet Basket (Francia)         |
| 52                                                           | Alex Toohey       | A    | Australia                      | Phoenix Suns (de Denver vía Charlotte y Minnesota, traspasado a Golden State)     | Sydney Kings (Australia)        |
| 53                                                           | John Tonje        | E    | Estados Unidos                 | Utah Jazz (de LA Clippers vía LA Lakers)                                          | Wisconsin                       |
| 54                                                           | Taelon Peter      | B    | Estados Unidos                 | Indiana Pacers                                                                    | Liberty                         |
| 55                                                           | Lachlan Olbrich   | AP/P | Australia                      | Los Angeles Lakers (traspasado a Chicago)                                         | Illawarra Hawks (Australia)     |
| New York Knicks (perdido debido a violación de manipulación) |                   |      |                                |                                                                                   |                                 |
| 56                                                           | Will Richard      | E    | Estados Unidos                 | Memphis Grizzlies (de Houston, traspasado a Golden State)                         | Florida                         |
| 57                                                           | Max Shulga        | B/E  | Ucrania                        | Orlando Magic (de Boston, traspasado a Boston)                                    | VCU                             |
| 58                                                           | Saliou Niang      | B    | Senegal · Italia               | Cleveland Cavaliers                                                               | Aquila Basket Trento (Italia)   |
| 59                                                           | Jahmai Mashack    | E    | Estados Unidos                 | Houston Rockets (de Oklahoma City vía Atlanta, traspasado a Memphis)              | Tennessee                       |

## Acuerdos previos al draft
Antes del draft, se realizaron los siguientes intercambios de selecciones de draft entre equipos:
1. ↑  1 de julio de 2022: Sacramento Kings a  Atlanta Hawks[4]

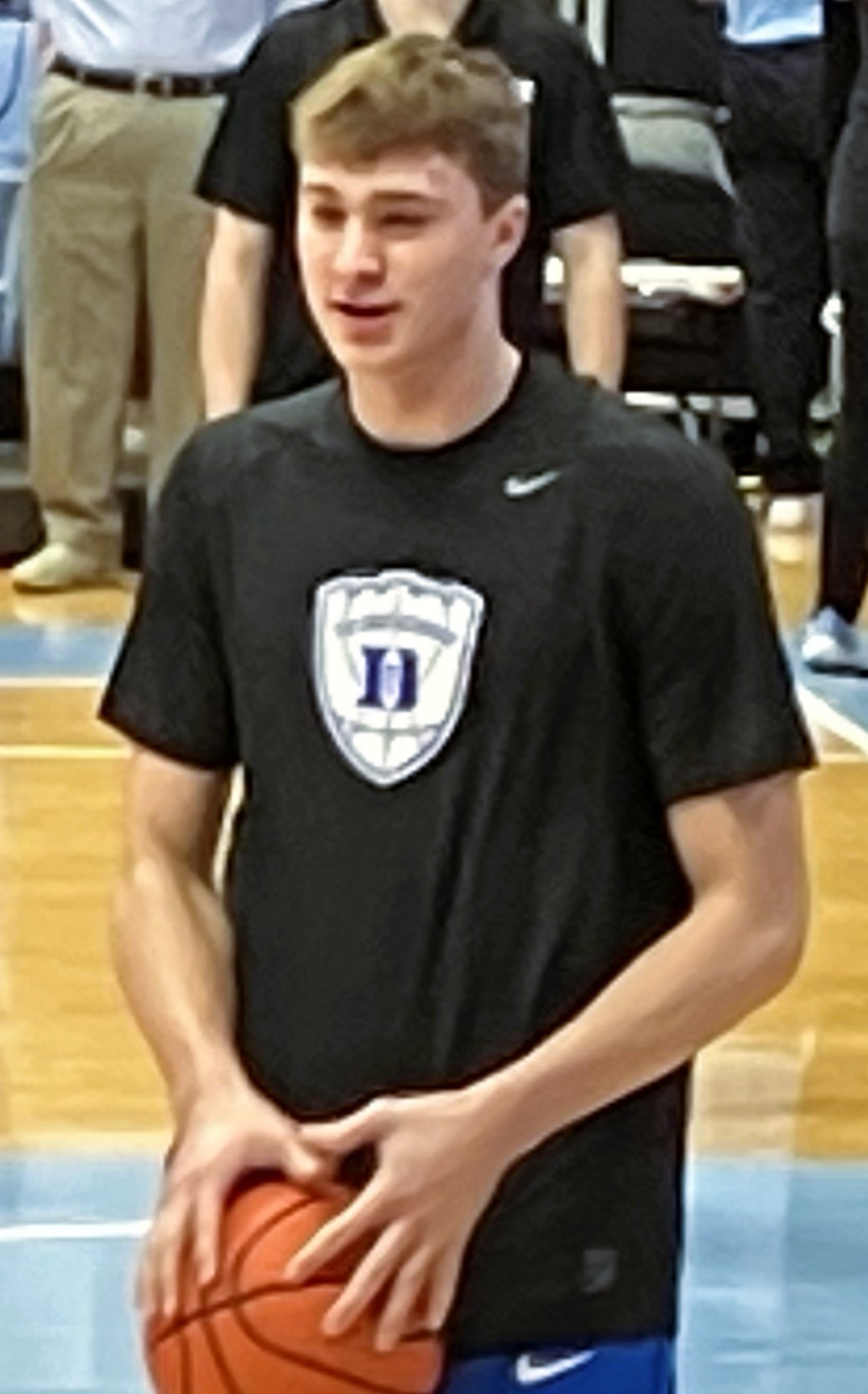
Cooper Flagg fue elegido número 1 por los Dallas Mavericks.

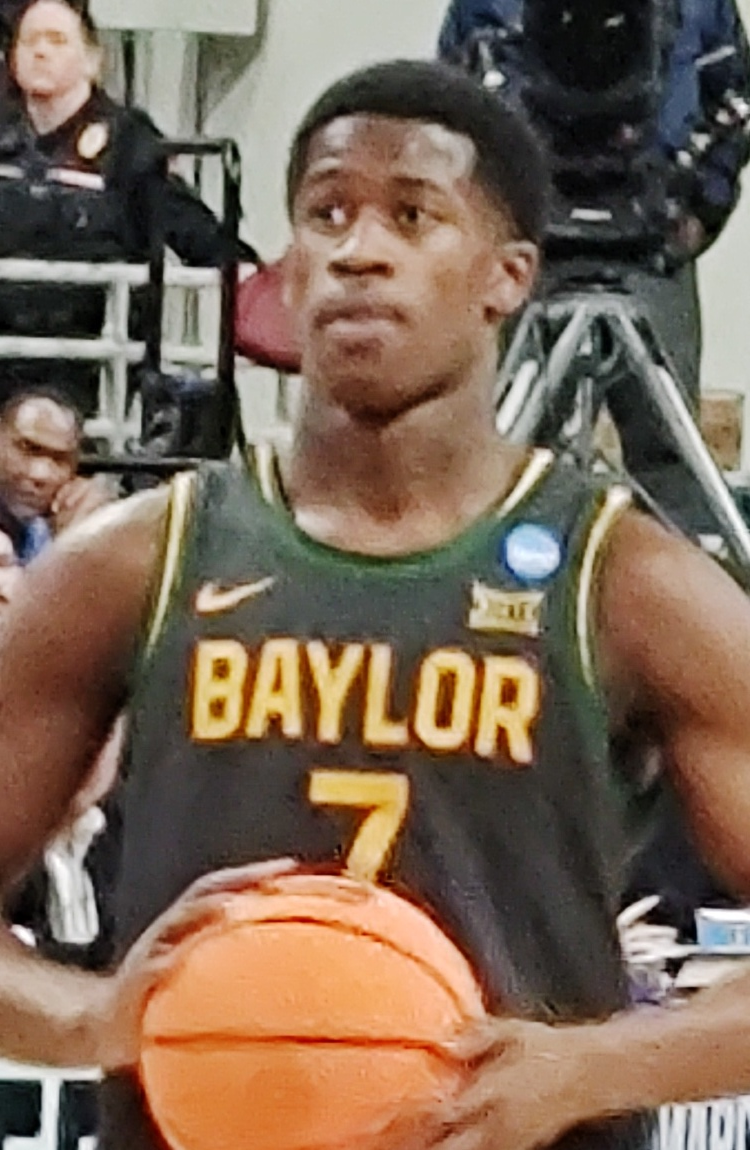
V. J. Edgecombe, elegido en tercera posición por Philadelphia 76ers.

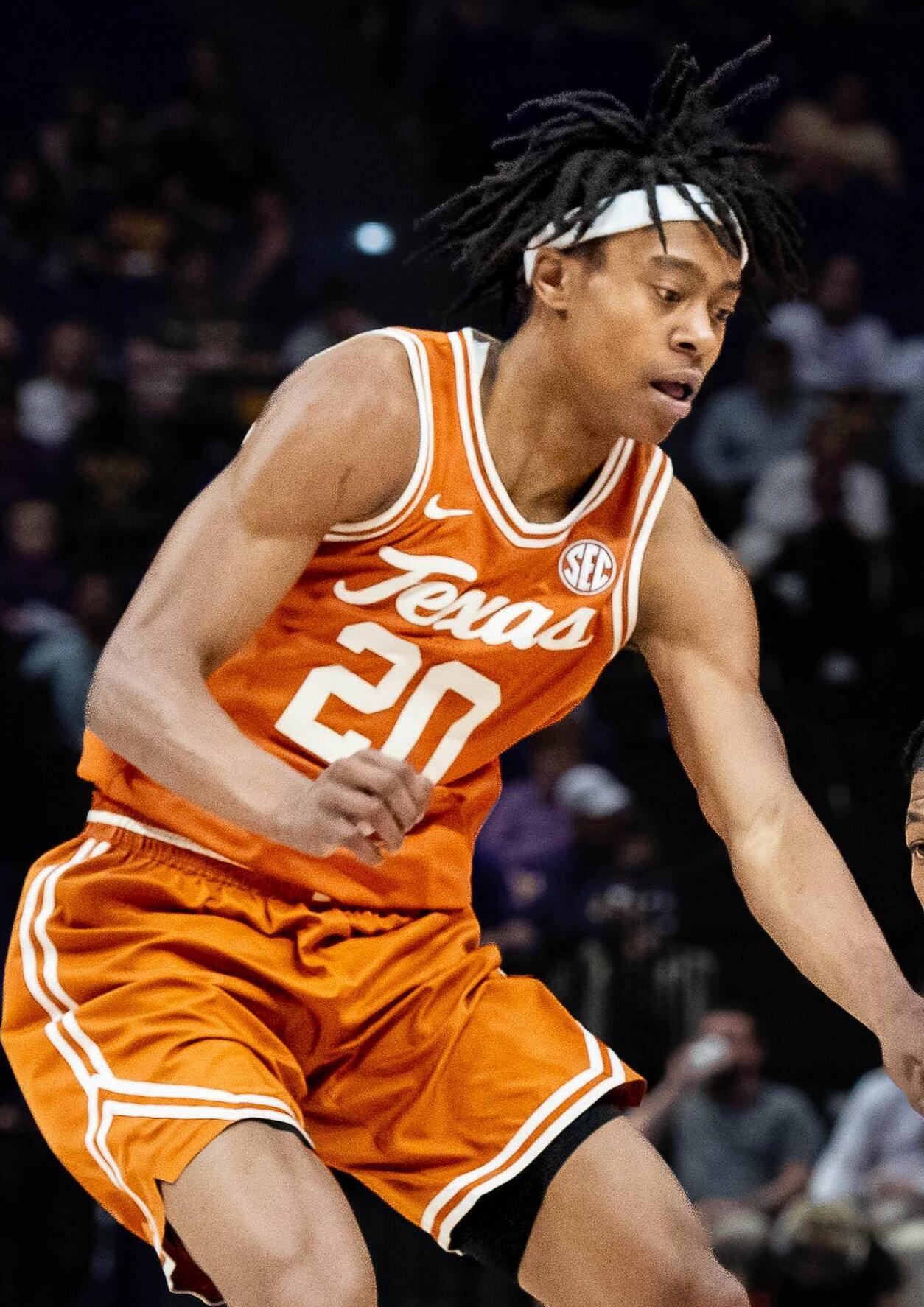
Tre Johnson, elegido en sexta posición por Washington Wizards.

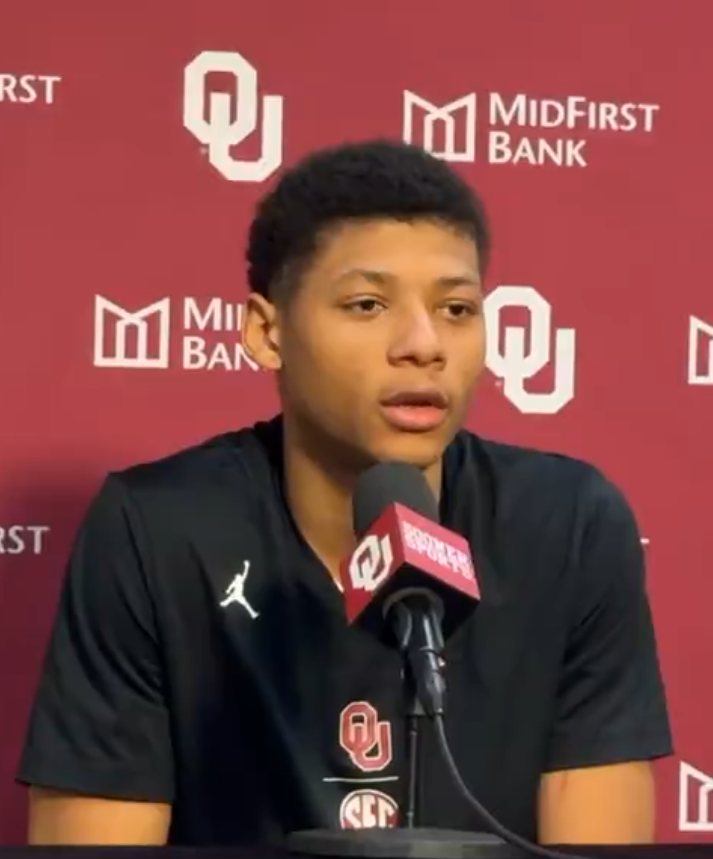
Jeremiah Fears, seleccionado en la séptima posición por New Orleans Pelicans.

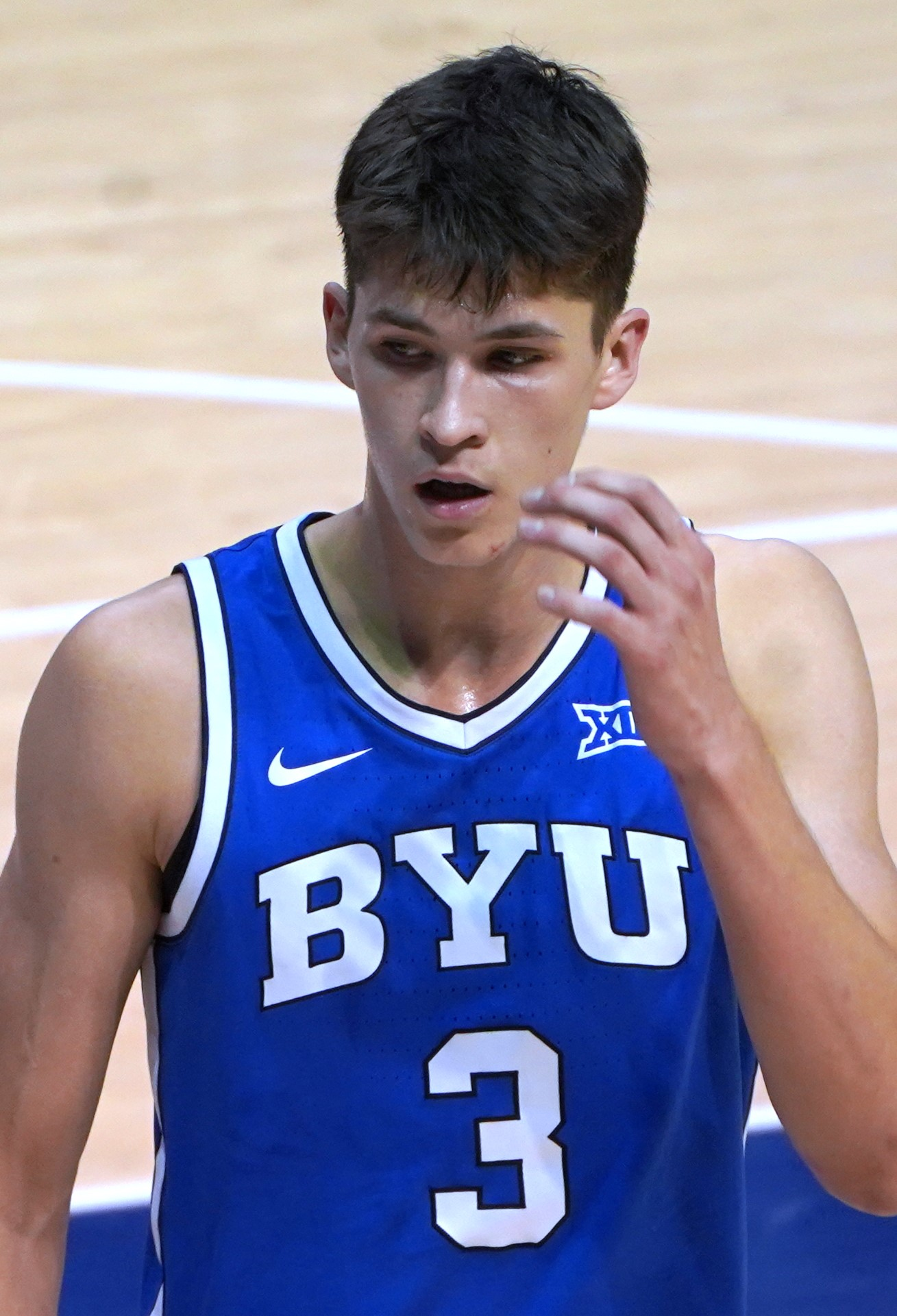
Egor Demin, elegido octavo por Brooklyn Nets.

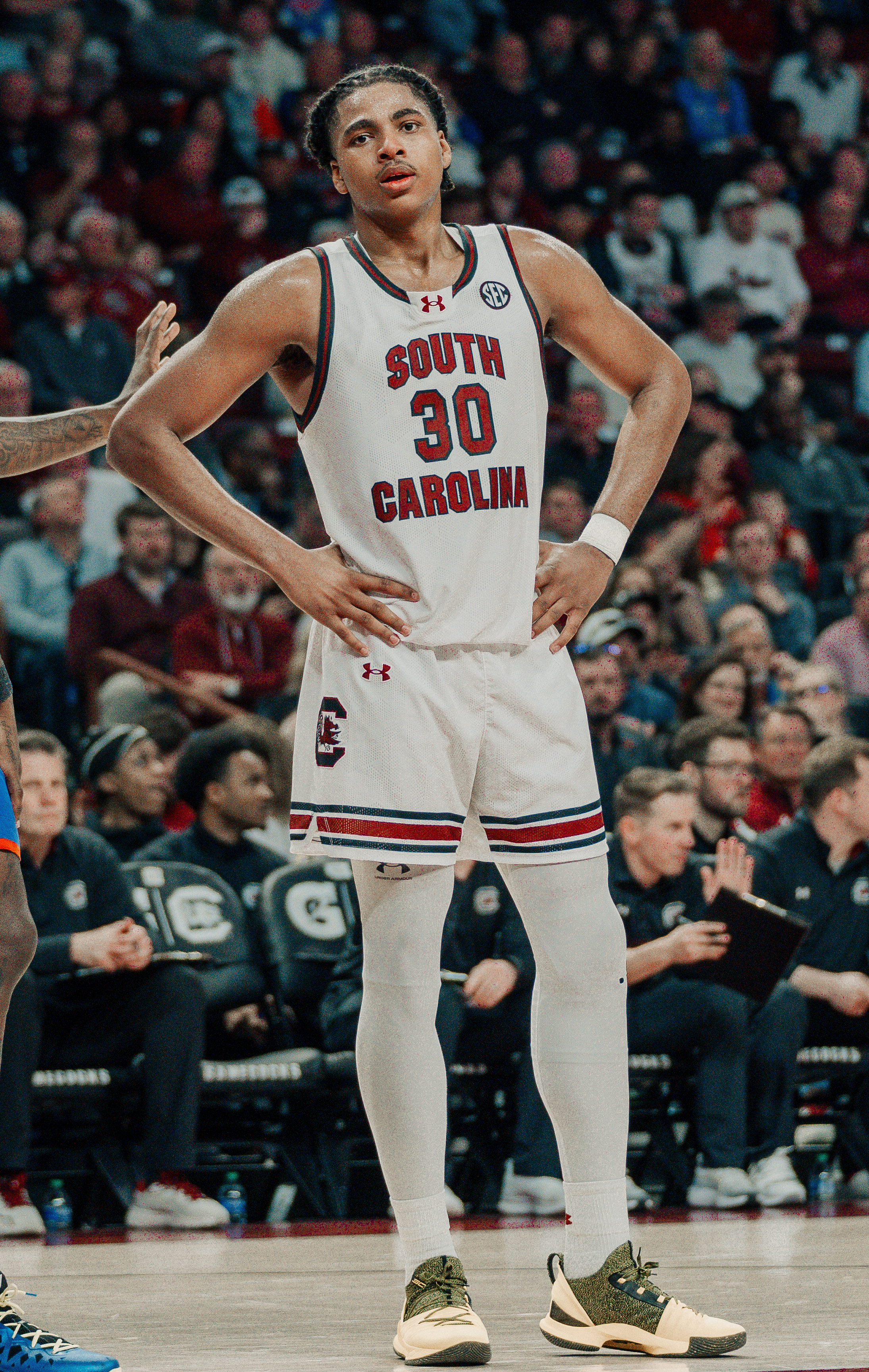
Collin Murray-Boyles elegido en la novena posición por Toronto Raptors.

  - Atlanta adquiere a Maurice Harkless, Justin Holiday y una primera ronda protegida de 2025
  - Sacramento adquiere a Kevin Huerter
2. ↑  1 de julio de 2022: Atlanta Hawks a San Antonio Spurs[5]
  - San Antonio adquiere a Danilo Gallinari, primeras rondas de 2023, 2025 y 2027, y el derecho a intercambiar primeras rondas en 2026
  - Atlanta adquiere a Dejounte Murray y Jock Landale
3. ↑  6 de febrero de 2025: Memphis Grizzlies a Washington Wizards (acuerdo a tres bandas con Sacramento)[6]
  - Memphis adquirió a Marvin Bagley III, Johnny Davis y segundas rondas de 2025 y 2028
  - Washington adquirió a Colby Jones, Alex Len, Marcus Smart, primera ronda protegida de 2025 de Memphis
  - Sacramento adquirió a Jake LaRavia
4. ↑  6 febrero 2025: Golden State Warriors a Miami Heat (acuerdo a cinco bandas junto a Detroit, Toronto y Utah)[7]
  - Golden State recibió a Jimmy Butler
  - Miami adquiurió a Kyle Anderson, Davion Mitchell, Andrew Wiggins y una primera ronda protegida de los Warriors de 2025
  - Detroit recibió a Dennis Schröder, Lindy Waters III y una segunda ronda de 2031
  - Toronto recibió a P. J. Tucker, una segunda ronda de 2026 de los Lakers y dinero (de Miami)
  - Utah adquirió a KJ Martin, Josh Richardson, una segunda ronda de 2028, una de 2031 y dinero
5. ↑  6 de julio de 2022: Minnesota Timberwolves a Utah Jazz[8]
  - Utah adquirió a Walker Kessler,  primeras rondas de 2023, 2025, 2027 y 2029, y el derecho en 2026 a intercambiar primeras rondas.
  - Minnesota adquirió a Rudy Gobert
6. ↑  6 febrero 2019: Los Angeles Lakers a New Orleans Pelicans (acuerdo a tres bandas con Washington)[9]
  - LA Lakers adquirió a Anthony Davis
  - New Orleans adquirió a Lonzo Ball, Josh Hart, Brandon Ingram, los derechos del draft de De'Andre Hunter, una primera ronda protegida de los Lakers de 2021, una primera ronda de 2025, la posibilidad de intercambiar la primera ronda de 2023 y dinero
  - Washington adquirió a Isaac Bonga, Jemerrio Jones, Moritz Wager y una segunda ronda de 2022

6 de julio de 2024: New Orleans Pelicans a Atlanta Hawks[10]
  - New Orleans adquirió a Dejounte Murray
  - Atlanta adquirió a Dyson Daniels, E. J. Liddell, Larry Nance Jr., Cody Zeller, una primera ronde de los Lakers de 2025 y una primera ronda de 2027
7. ↑  25 de marzo de 2021: Denver Nuggets a Orlando Magic[11]
  - Denver adquirió a Gary Clark y Aaron Gordon
  - Orlando adquirió a R. J. Hampton, Gary Harris y una primera ronda de 2025 de Denver.
8. ↑  25 de marzo de 2021: New York Knicks a Brooklyn Nets[11]
  - New York adquirió a Keita Bates-Diop, Mikal Bridges,los derechos del draft sobre Juan Pablo Vaulet (n-º 39 de 2015) y una segunda ronda de 2026
  - Brooklyn adquirió a Bojan Bogdanović, Mamadi Diakite, Shake Milton, una primera ronda protegida de Milwaukee de 2025, una primera ronda de New York de 2025, una segunda ronda de Beooklyn de 2025, una primera ronda de New York de 2027, un intercambio de primeras rondas con New York en 2028, y primeras rondas de New York de 2029 y 2031
9. ↑  3 de septiembre de 2022: Cleveland Cavaliers a Utah Jazz[12]
  - Cleveland recibió los derechos sobre Donovan Mitchell
  - Utah adquirió a Ochai Agbaji, Lauri Markkanen, Collin Sexton, una primera ronda de Cleveland de 2025, un intercambio de primeras rondas en 2026, una primera ronda de 2027, el derecho a intercambiar primeras rondas en 2028 y una primera ronda de 2029.

21 de enero de 2025: Utah Jazz a Phoenix Suns[13]
  - Phoenix recibió las primeras rondas de 2025, 2027 y 2029.
  - Utah adquirió la primera ronda de Phoenix de 2031
10. ↑  21 de enero de 2020: Portland Trail Blazers a Sacramento Kings[14]
  - Sacramento adquirió a Kent Bazemore, Anthony Tolliver, y segundas rondas de 2024 y 2025
  - Portland adquirió a Trevor Ariza, Wenyen Gabriel y Caleb Swanigan

28 de junio de 2024: Sacramento Kings a Toronto Raptors[15]
  - Toronto adquirió a Davion Mitchell, Aleksandar Vezenkov, los derechos del draft sobre Jamal Shead (N.º 45) y una segunda ronde de Portland de 2025
  - Sacramento adquirió a Jalen McDaniels
11. ↑  18 de noviembre de 2020: Milwaukee Bucks a Cleveland Cavaliers[16]
  - Milwaukee adquirió la supresión de la retención de la primera ronda de Milwaukee de 2022 y la de la segunda ronda de 2025
  - Cleveland recibió los derechos sobre İlkan Karaman (n.º 57 de 2012)
12. ↑  24 de junio de 2022: Minnesota Timberwolves a Houston Rockets[17]
  - Minnesota recibió los derechos sobre Wendell Moore Jr.
  - Houston adquirió los derechos sobre  TyTy Washington Jr. y segundas rondad de Minnesota de 2025 y 2027

8 de julio de 2023: Houston Rockets a Atlanta Hawks (acuerdo entre cinco equipos: junto a LA Clippers, Memphis y Oklahoma City)[18]
  - Houston recibió a Dillon Brooks, los derechos del draft sobre Alpha Kaba (n.º 60 de 2017), una segunda ronde de los Clippers de 2026 y una segunda de Memphis de 2027
  - Atlanta adquirió a Usman Garuba, TyTy Washington Jr., una segunda ronda de Minnesota de 2025, una segunda ronda de Hpuston de 2028 y dinero.
  - LA Clippers recibió a Kenyon Martin Jr.
  - Memphis recibió a Josh Christopher y los derechos del draft sobre Vanja Marinković (n.º 60 de 2019)
  - Oklahoma City adquirió a Patty Mills y segundas rondas de Houston de 2024, 2029 y 2030

6 de febrero de 2025: Atlanta Hawks a Los Angeles Clippers[19]
  - Atlanta recibió los derechos sobre Bones Hyland y Terance Mann
  - LA Clippers adquirió a Bogdan Bogdanović, una segunda ronda de Minnesota de 2025, una segunda ronda protegida de Memphis de 2026 y uina segunda ronda de los Clippers de 2027

## Lotería del draft
El sorteo de la lotería del draft tuvo lugar el 12 de mayo de 2025, durante la celebración de los playoffs.
|  | Indica los resultados de la lotería actuales |

| Equipo                        | Récord 2024-25 | Oport. | Probabilidades de lotería | Probabilidades de lotería | Probabilidades de lotería | Probabilidades de lotería | Probabilidades de lotería | Probabilidades de lotería | Probabilidades de lotería | Probabilidades de lotería | Probabilidades de lotería | Probabilidades de lotería | Probabilidades de lotería | Probabilidades de lotería | Probabilidades de lotería | Probabilidades de lotería |
| Equipo                        | Récord 2024-25 | Oport. | 1º                        | 2º                        | 3º                        | 4º                        | 5º                        | 6º                        | 7º                        | 8º                        | 9º                        | 10º                       | 11º                       | 12º                       | 13º                       | 14º                       |
| ----------------------------- | -------------- | ------ | ------------------------- | ------------------------- | ------------------------- | ------------------------- | ------------------------- | ------------------------- | ------------------------- | ------------------------- | ------------------------- | ------------------------- | ------------------------- | ------------------------- | ------------------------- | ------------------------- |
| Utah Jazz                     | 17–65          | 140    | 14.0%                     | 13.4%                     | 12.7%                     | 12.0%                     | 47.9%                     | –                         | –                         | –                         | –                         | –                         | –                         | –                         | –                         | –                         |
| Washington Wizards            | 18–64          | 140    | 14.0%                     | 13.4%                     | 12.7%                     | 12.0%                     | 27.8%                     | 20.0%                     | –                         | –                         | –                         | –                         | –                         | –                         | –                         | –                         |
| Charlotte Hornets             | 19–63          | 140    | 14.0%                     | 13.4%                     | 12.7%                     | 12.0%                     | 14.8%                     | 26.0%                     | 7.0%                      | –                         | –                         | –                         | –                         | –                         | –                         | –                         |
| New Orleans Pelicans          | 21–61          | 125    | 12.5%                     | 12.2%                     | 11.9%                     | 11.5%                     | 7.2%                      | 25.7%                     | 16.8%                     | 2.2%                      | –                         | –                         | –                         | –                         | –                         | –                         |
| Philadelphia 76ers            | 24–58          | 105    | 10.5%                     | 10.5%                     | 10.6%                     | 10.5%                     | 2.2%                      | 19.6%                     | 26.7%                     | 8.7%                      | 0.6%                      | –                         | –                         | –                         | –                         | –                         |
| Brooklyn Nets                 | 26–56          | 90     | 9.0%                      | 9.2%                      | 9.4%                      | 9.6%                      | –                         | 8.6%                      | 29.7%                     | 20.6%                     | 3.7%                      | 0.2%                      | –                         | –                         | –                         | –                         |
| Toronto Raptors               | 30–52          | 75     | 7.5%                      | 7.8%                      | 8.1%                      | 8.5%                      | –                         | –                         | 19.7%                     | 34.1%                     | 12.9%                     | 1.3%                      | <0.1%                     | –                         | –                         | –                         |
| San Antonio Spurs             | 34–48          | 60     | 6.0%                      | 6.3%                      | 6.7%                      | 7.2%                      | –                         | –                         | –                         | 34.5%                     | 32.0%                     | 6.8%                      | 0.4%                      | <0.1%                     | –                         | –                         |
| Phoenix Suns (to Houston)     | 36–46          | 38     | 3.8%                      | 4.1%                      | 4.5%                      | 4.9%                      | –                         | –                         | –                         | –                         | 50.7%                     | 28.3%                     | 3.5%                      | 0.1%                      | <0.1%                     | –                         |
| Portland Trail Blazers        | 36–46          | 37     | 3.7%                      | 4.0%                      | 4.4%                      | 4.8%                      | –                         | –                         | –                         | –                         | –                         | 63.4%                     | 18.5%                     | 1.2%                      | <0.1%                     | <0.1%                     |
| Dallas Mavericks              | 39–43          | 18     | 1.8%                      | 2.0%                      | 2.2%                      | 2.5%                      | –                         | –                         | –                         | –                         | –                         | –                         | 77.6%                     | 13.5%                     | 0.5%                      | <0.1%                     |
| Chicago Bulls                 | 39–43          | 17     | 1.7%                      | 1.9%                      | 2.1%                      | 2.4%                      | –                         | –                         | –                         | –                         | –                         | –                         | –                         | 85.2%                     | 6.6%                      | 0.1%                      |
| Sacramento Kings (a Atlanta)  | 40–42          | 8      | 0.8%                      | 0.9%                      | 1.0%                      | 1.1%                      | –                         | –                         | –                         | –                         | –                         | –                         | –                         | –                         | 92.9%                     | 3.3%                      |
| Atlanta Hawks (a San Antonio) | 40–42          | 7      | 0.7%                      | 0.8%                      | 0.9%                      | 1.0%                      | –                         | –                         | –                         | –                         | –                         | –                         | –                         | –                         | –                         | 96.6%                     |

## Jugadores sin cumplir todos los ciclos universitarios
- Ace Bailey – F, Rutgers (freshman)
- Abdi Bashir Jr. – G, Monmouth (sophomore)
- John Blackwell – G, Wisconsin (sophomore)
- Jaden Bradley – G, Arizona (junior)
- Carter Bryant – F, Arizona (freshman)
- Miles Byrd – G, San Diego State (sophomore)
- Rueben Chinyelu – F, Florida (sophomore)
- Alex Condon – F, Florida (sophomore)
- Tae Davis – F, Notre Dame (junior)
- Silas Demary Jr. – F, Georgia (sophomore)
- Egor Demin – G, BYU (freshman)
- VJ Edgecombe – G, Baylor (freshman)
- Jeremiah Fears – G, Oklahoma (freshman)
- Cooper Flagg – F, Duke (freshman)
- Rasheer Fleming – F, Saint Joseph's (junior)
- PJ Haggerty – G, Memphis (sophomore)
- Dylan Harper – G, Rutgers (freshman)
- Kasparas Jakučionis – G, Illinois (freshman)
- Tre Johnson – G, Texas (freshman)
- Karter Knox – F, Arkansas (freshman)
- Kon Knueppel – G, Duke (freshman)
- Tobi Lawal – F, Virginia Tech (junior)
- RJ Luis Jr. – G, St. John's (junior)
- Khaman Maluach – C, Duke (freshman)
- Nick Martinelli – F, Northwestern (junior)
- Liam McNeeley – F, UConn (freshman)
- Collin Murray-Boyles – F, South Carolina (sophomore)
- Asa Newell – F, Georgia (freshman)
- Otega Oweh – G, Kentucky (junior)
- Tahaad Pettiford – G, Auburn (freshman)
- Labaron Philon – G, Alabama (freshman)
- Drake Powell – G, North Carolina (freshman)
- Tyrese Proctor – G, Duke (junior)
- Derik Queen – C, Maryland (freshman)
- Jase Richardson – F, Michigan State (freshman)
- Will Riley – F, Illinois (freshman)
- Thomas Sorber – F/C, Georgetown (freshman)
- Adou Thiero – F, Arkansas (junior)
- Milos Uzan – G, Houston (junior)
- Darrion Williams – F, Texas Tech (junior)
- Danny Wolf – C, Michigan (junior)

### Jugadores senior "redshirt"
"Redshirt" se refiere a los jugadores estudiantes de último que en la temporada 2024-25 aún tenían elegibilidad universitaria.
- Nathan Bittle – C, Oregon
- Yaxel Lendeborg – PF, UAB
- Jamir Watkins - G, Florida State

## Jugadores internacionales
- Izan Almansa – F, Perth Wildcats (Australia)
- Mohammad Amini – F, Nancy Basket (Francia)
- Neoklis Avdalas – F, Peristeri (Grecia)
- Joan Beringer – C, Cedevita Olimpija (Eslovenia)
- Noa Essengue – G, Ratiopharm Ulm (Alemania)
- Momo Faye – C, Pallacanestro Reggiana (Italia)
- Hugo González – G, Real Madrid (España)
- Ben Henshall – G, Perth Wildcats (Australia)
- Malique Lewis – F, South East Melbourne Phoenix (Australia)
- Bogoljub Marković – F, Mega Basket (Serbia)
- Saliou Niang – F, Aquila Basket Trento (Italia)
- Lachlan Olbrich – F, Illawarra Hawks (Australia)
- Noah Penda – F, Le Mans (Francia)
- Michael Ružić – G, Joventut Badalona (España)
- Ben Saraf – G, Ratiopharm Ulm (Alemania)
- Alex Toohey – G, Sydney Kings (Australia)
- Nolan Traoré – G, Saint-Quentin (Francia)
- Yang Hansen – C, Qingdao Eagles (China)
- Rocco Zikarsky – C, Brisbane Bullets (Australia)